# Tunel Opevnění
Tunel Opevnění je rozestavěný dálniční tunel na dálnici D11 na území města Trutnova v okrese Trutnov, v Broumovské vrchovině. Nachází se v katastrálním území Debrné.

## Historie
Výstavba celého dálničního úseku od Nového Rokytníku na česko-polskou státní hranici u Královce (včetně dvou tunelů – Poříčí a Opevnění) byla slavnostně zahájena 11. října 2024. Zhotovitelem je sdružení společností MI Roads, Doprastav, Metrostav TBR, Subterra a Duna Aszfalt, celkové náklady mají dle smlouvy dosáhnout výše 11,7 miliardy korun. Úsek má být zprovozněn v roce 2028.

## Popis
Dálniční tunel se dvěma dvoupruhovými tubusy délky 492 m podchází severovýchodní okraj zalesněného hřbetu (přes který vede linie československého opevnění) nad bývalým Mrtvým jezerem. Obě tunelové trouby jsou raženy novou rakouskou tunelovací metodou.